# Wenzel Profant

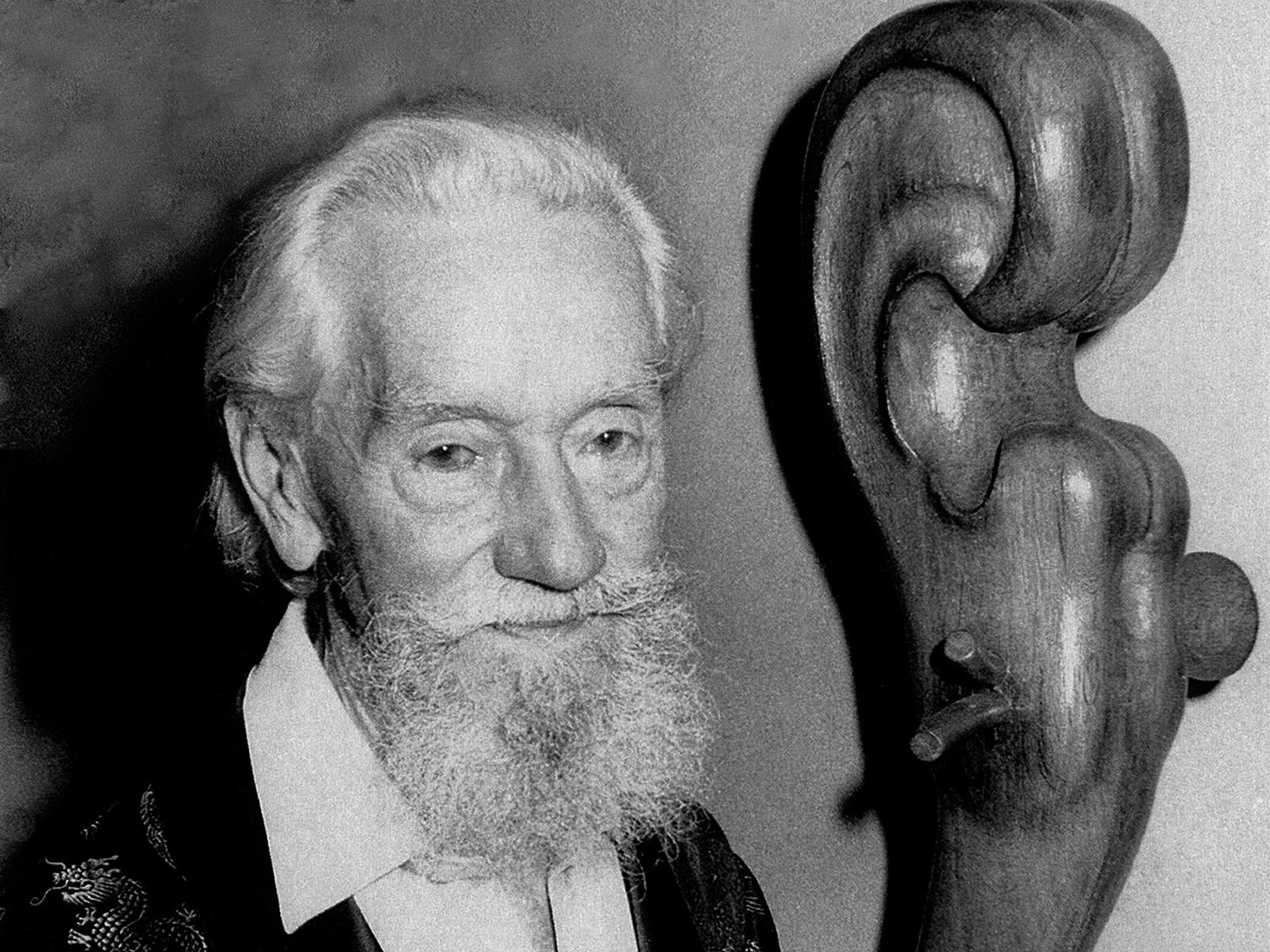
Wenzel Profant

Wenzel Profant (* 21. Juli 1913 in Düdelingen; † 20. Januar 1989 in Luxemburg) war ein luxemburgischer Bildhauer und Maler. Während des Zweiten Weltkriegs war er im Widerstand gegen den Nationalsozialismus aktiv.

## Biographie

### Künstlerischer Werdegang vor 1940
Über Herkunft und Familie von Wenzel Profant ist wenig bekannt. Doch schon als Kind interessierte er sich für Formen und Farben. Während seiner Studien an der Ecole des Arts et Métiers in Esch an der Alzette kopierte er vorwiegend Gemälde bekannter Künstler, die er in Büchern und Magazinen fand. Im Alter von 17 Jahren wandte er sich der Bildhauerei zu. Mit einem Stipendium des luxemburgischen Staates reiste er nach Florenz, wo er sich im Reggio Istituto d'Arte bei dem Bildhauer Bruno Innocenti weiterbildete. Nach seiner Rückkehr ließ er sich in Esch nieder. In der Folgezeit hatte er mit finanziellen Problemen zu kämpfen und führte deshalb auch Schreiner- sowie Stuckarbeiten durch und strich Gebäude. Aber er war auch mit bildhauerischen Arbeiten an der Fassadengestaltung des Rathauses von Esch beteiligt. Später erinnerte sich Profant an diese Jahre als an eine glückliche Zeit, da er in einem Freundeskreis von Künstlern verkehrte. Vor 1940 wandte er sich in seiner Kunst zunehmend abstrakten Formen zu.
1936 vertrat Wenzel Profant – er war 23 Jahre alt – Luxemburg mit der Skulptur Hürdenlauf im Kunstwettbewerb bei den Olympischen Spielen in Berlin.

### Widerständler und Soldat
1940 gehörte Wenzel Profant zu den Gründungsmitgliedern der Gruppe Alweraje, die Widerstand gegen die Besatzung durch die deutsche Wehrmacht leistete. Nachdem er in das Blickfeld der Gestapo geraten war, floh er über Frankreich, Spanien und Nordafrika nach Großbritannien. Dort wurde er Fallschirmspringer im Dienste des britischen Geheimdienstes, später schloss er sich der US-Armee an und war bei der Invasion in der Normandie dabei.

### Wirken nach dem Krieg
Nach der Beendigung des Krieges kehrte Profant nach Luxemburg zurück und richtete sich in Wellenstein nahe der Mosel ein „Freiluftatelier“ ein. Er habe, so sagte er später, nach den Erfahrungen des Krieges einige Zeit gebraucht, um eine gewisse Leichtigkeit wieder zu gewinnen und mit neuen Formen des Ausdrucks zu experimentieren. Er arbeitete hauptsächlich in Stein, Granit, Holz und Metall und schuf monumentale oder mittelgroße Werke und arbeitete auch als Zeichner und Illustrator. 1954 sowie 1959 stellte er seine Werke in den Salons des Iconomaques im Musée de l’Etat aus; mit dem Begriff Iconomaques bezeichnete sich eine Gruppe von abstrakten Künstlern aus Luxemburg. 1954 stellte er fünf Holzskulpturen aus, die fünf Etappen eines menschlichen Lebens darstellten: Kindheit, Jugend, Reife, Mutterschaft und Alter.
In den folgenden Jahrzehnten wurden die Skulpturen von Wenzel Profant in zahlreichen Ausstellungen in Luxemburg gezeigt. Seine Werke sind in Luxemburg auch im öffentlichen Raum zu sehen, wie etwa im Thermalpark von Bad Mondorf, oder sein Memorial für die Flüchtlinge des Krieges in Diekirch.

## Gedenken
2009 wurde in Bech-Kleinmacher  eine Straße nach Wenzel Profant benannt.

## Werke
- Flachrelief (1937) – Rathaus von Esch an der Alzette (nicht namentlich gekennzeichnet)
- Metamorphose (1980) – Bad Mondorf
- Épanouissement (1987) – vor dem Lycée Robert-Schuman in Luxemburg-Stadt